# أندري ناجي
أندري بريان ناجي (بالمجرية: Nagy András)‏، ويقال اندراس ناجي أو أندري ناجي، ولد يوم 8 سبتمبر 1923 في فولكان وتوفي يوم 5 سبتمبر 1997، لاعب ومدرب كرة قدم مجري.

## حياته
كمهاجم، أندري ناجي لاعب دولي مجري شارك في ثلاث مناسبات سنة 1943، بدون تسجيل أهداف.
كمبتدإ في فريق فرينسفاروش سنة 1939، فاز بالبطولة في مناسبتين وثلاث كؤوس وطنية. ثم في 1945، لعب في بايرن ميونخ ولكن سرعان ما وقع مع نادي كان وأولمبيك مرسيليا في ثلاث مواسم وفاز بالدوري الفرنسي سنة 1948. ثم لعب موسمين مع نادي ستراسبورغ وفاز معه بكأس فرنسا سنة 1951 مسجلا أحد أهداف النهائي الذي انتهى 3-0. ثم أنهى مسيرته في إسبانيا، في نادي اتحاد لاس بالماس (1952-1955) وفاز بدوري الدرجة الثانية الإسباني سنة 1954.
ثم بداية من 1963، بدأ مسيرته كمدرب خاصة في تونس. بعيدا عن تجربة ببضع أشهر في سنة 1968 في الولايات المتحدة الأمريكية ( مع فريقين ديترويت رد وينجز وواشنطن ويبس )، درب فرقا تونسية من 1963 إلى 1987 ( سكك الحديد الصفاقسي، النادي الإفريقي ونادي حمام الأنف) ومن 1974 إلى 1975 المنتخب الوطني التونسي.

## الإنجازات

### كلاعب
- البطولة الوطنية المجرية: 1940 و1941
- كأس المجر: 1942 و1943 و1944
- الدوري الفرنسي: 1948
- كأس فرنسا: 1951
- دوري الدرجة الثانية الإسباني: 1954

### كمدرب
- كأس تونس: 1970
- الدوري التونسي: 1979 و1980

## وصلات خارجية
- أندري ناجي على موقع ناشيونال فوتبول تيمز (الإنجليزية)
- أندري ناجي على موقع عالم كرة القدم.نت (الإنجليزية)

- إحصائيات أندري ناجي